# Quinto Fabio Máximo (augur)
Quinto Fabio Máximo  fue un político romano de los siglos III y II a. C. perteneciente a la gens Fabia.

## Familia
Fabio fue miembro de los Fabios Máximos, una familia patricia de la gens Fabia. Fue probablemente hijo de Quinto Fabio Máximo y nieto de Fabio Cunctator.

## Carrera pública
Sucedió a Fabio Cunctator en la dignidad de augur en el año 203 a. C. Murió en el año 196 a. C. antes de haber alcanzado algún cargo público.